# ОШ „Марија Бурсаћ” Београд
Основна школа "Марија Бурсаћ" је основна школа у Београду. Налази се у Улици Милана Ракића 81 у Београду, а изграђена је по пројекту архитекте Николе Шерцера. Основна школа „Марија Бурсаћ“ је почела са радом фебруара 1957. године.

## Историјат и традиција школе
ОШ „Марија Бурсаћ“ је добила име у знак признања првој жени народном хероју, Марији Бурсаћ. Пројектовање је поверено познатом архитекти Николи Шерцеру. Основана је 1957. године. У то време је била врло функционална и опремљена по свим стандардима који су тада важили. Смештена је у подножје Звездаре. Приликом оснивања, школа је имала седамсто осамдесет ученика распоређених у двадесет три одељења. Године 1962. је у школи било хиљаду сто седамдесет ученика распоређених у тридесет три одељења. Настава је била организована у скоро три пуне смене. Школске 1973/1974. је ова школа отворила у Мисурати, у Либији, своје истурено одељење за децу радника запослених у Предузећу за водне путеве „Иван Милутиновић“ из Београда. Школске 1976/77. године отворила је и редовну школу у Триполију од I до IV разреда, као и допунску основну школу од I до IV разреда.

## Директори школе
Први директор ОШ "Марија Бурсаћ" у Београду био је Милија Кнежевић. Након М. Кнежевића, директори ове школе су били: Војин Љубичић, Мирјана Вујовић, Чедомир Вучковић, Винко Ковачевић, Анђелка Кекић, Елизабета Јовановић и садашњи директор, Бојана Шотра.